# シルフェイド見聞録
『シルフェイド見聞録』（シルフェイドけんぶんろく）は、RPGツクール2000で作成されているフリーウェアのアドベンチャーゲーム。作者はSmokingWOLF。略称は「シル見」。ふりーむ!主催の「Free Game Awards 2003」ではグランプリを受賞している。

## 概要
1998年にシミュレーションRPGツクール95製のフリーゲーム『レジェンドオブレストール』を公開したSmokingWOLFが、2001年4月7日に製作を開始したゲーム。作者の名を広くツクールコミュニティに知らしめた作品であり、製作ゲームツール・BGM以外のシステムや絵を作者が初めて自作した作品でもある。また、このゲームのおかげでシルフェイドシリーズのファンサイト（ファンの要望から作者が製作・運営）まで生み出されることとなった。キャラクターがそれぞれ個性的かつ濃いものばかりだったためかファンも増え、人気フリーソフトの一つになっている。
このゲームは、コマンド選択式のアドベンチャーゲームであり、基本的に、主人公のエシュターを中心にストーリーが進められて行く。メインキャラクター以外でも、個性の強い脇役キャラクターが多数登場し、それらの登場人物がおりなす絶妙なコメディが話題を呼んでいる。アドベンチャーゲームながら、戦闘要素が含まれており、ただ文を読むだけのゲームというわけではない。ただしゲームとしては簡単な部類で、ゲームオーバーになることは殆ど無い。
初公開は、2001年の6月8日。以降各話連載形式でバージョンアップが進み、2006年12月時点での最新版は、2006年11月7日公開のver1.62となっている。現行のバージョンでは、第6話（シークエンス6）までが収録されている。
2007年10月23日に、開発速度の向上やデータ互換の柔軟性を理由としてWOLF RPGエディターでのシークエンス7以降の製作と、それに伴う既存のシークエンスのリメイクを行うことが発表された。
ただし2020年現在になっても、シークエンス7以降の公開はなされていない。

## ゲーム進行
プレイヤーがゲーム進行に関わるのは、後述の戦闘場面以外では、エシュターの行動を選択する時のみで、条件に合う行動を取ったときにゲームが進行する。エシュターの行動の決定には2段階で選択肢が与えられ、最初の選択肢で「行動の内容」、2番目の選択肢で「行動の対象」を決定する。たまにエシュター以外のキャラクターを操作する事になるが、その場合も同様である。具体的には、最初の選択肢は以下の4つのコマンドになる。
- 見る - 「対象」を見て、エシュターが何かを言う。状況の確認が多い。
- 話す・聞く - 周りにいる人と話をする、あるいは会話を聞く。同じ「対象」を複数回選ぶと、話の内容が変わることもある。
- 調べる - 周りにある物を調べる。
- 移動 - 今いる場所を離れて、他の場所へ行く。

「対象」がない場合、その選択肢を選んでも自動的にキャンセルされる。また行動の内容を決める際、所定のキーを押す事で、セーブ、アイテムの使用、ゲームの終了が出来るようになる。セーブはシークエンスの終了時にも可能。また、アイテムの数が少ないためにさほど影響は無いものの、アイテムの並び方がシークエンスごとに変わっている。

### 戦闘
上記のものに加え、シークエンス4からは戦闘場面が挿入されるようになる。特にシークエンス4は、話の進行上多くの戦闘を行う。戦闘はあくまでゲーム全体から見ると付属的なもので、負けた場合も即ゲームオーバーになる事はない。
戦闘に入ると、敵・味方ともに行動ゲージが増えてゆき、行動ゲージが満タンになったキャラクターは攻撃に移る。攻撃を受ける側は防御（主にダメージ軽減）もしくは回避（主に命中率軽減）を行い、攻撃が命中するとLIFEが減る。LIFEがゼロになった時点でそのキャラクターは戦闘から脱落し、エシュターが倒れるか、敵が全て倒れるかで決着がつく。1対1の戦闘が基本だが、例外もある。
攻撃は斬り・突きなどのスキルというもので行う。スキルにはいくつかバリエーションがあり、それぞれ決まったスタミナを消耗する。スキルの組み合わせは戦闘中には変更不可であるため、戦闘の前に予め決めておく。攻撃ではなく戦闘の補助を行うスキルもある。スキルは、レベルアップのほか所定のイベントで覚えることもある。
戦闘を有利に進めるためには、WILLシステムを使いこなす必要がある。WILLは攻撃、回避、防御の効果を高めるためのもので、それぞれの行動の際に使う。WILLポイントを多く消費するほど効果は高まるが、回復できる量は限られるので、そこに駆け引きが出てくる。プレイヤー側だけでなく、相手も同様にWILLポイントを使用する。
編集後記によると、戦闘システム制作の時間の大半を処理の軽減に費やしたとしている。

## グラフィック
『シルフェイド見聞録』に使われているグラフィックは多くが作者による自作のもので、キャラクターの顔や背景のグラフィックも作者の書き下ろしである。このゲームはアドベンチャーゲームなので、RPGツクール製ゲームに一般的な、縦横に並べられたマス目にタイルをはめ込んだマップは存在しない。代わりにあるのが、背景のグラフィックで、これが主人公の現在いる場所に応じて変わる。加えてゲーム進行の中心になるノーマ学院では、学院内の地図が表示され、現在地や移動先は他の部分と違う色で示される。時にはRPGツクール2000に付いている効果を使用して、雨が降ったりもする。
キャラクターによっては、会話ウィンドウの横に表示される顔グラフィックにいくつかのパターンがある。また作者は説明書で使用ツールについて、RPGツクールと共にAdobe Photoshopを挙げている。

## 登場人物
エシュター・クレイトン (Eshter=Clayton)
本作の主人公。15歳。ノーマ学院薬学部所属。思慮深きフクロウというトーテムをその身に宿している。
思慮深きフクロウ
エシュターが目覚めたトーテム。思慮深く高い知能を持つ。
ガゼル・レッドサーペント (Gazelle=RedSerpent)
エシュターの親友。捨て子であったために、実際の年齢を本人は知らない。ノーマ学院薬学部所属。「紅蛇」という不良集団の元リーダー。現在は魔導工学部の再入試を目指している。
アルバート・ウェスタリス (Albert=Westallis)
長髪に片目眼帯の少年。17歳。エシュターとは「北の戦争」の頃からの長い付き合い。ノーマ学院薬学部所属。寡黙。
シーナ・セフライト (Siena=Sephlight)
ノーマ学院薬学部所属。17歳。控えめな性格で病弱。気分が悪くなると、すぐに吐き戻しそうになる。記憶力が抜群によく、博識。
セト・ドライエル (Set=Dreyer)
ノーマ学院医学部所属。ノーザニア原住民の血を引いている。正義感が強く生真面目。
ボチ（ポチ）
エシュターが下宿している本屋に迷い込んできた犬。
レイシー・スターライト
ノーマ学院薬学部所属。マユトカゲという名のソックパペットと腹話術で話すときも。非常に大雑把な性格。
クリスティーナ
ノーマ学院魔導工学部所属の図書委員。通称クリス。入試で主席を取るなど、成績はかなり優秀。
スレイン
ノーマ学院物理学部所属。下ネタをこよなく愛する男。常に余裕をもった性格をしている。
ナダ・エリヌイ
剣道部主将。ノーザニア出身者。
ロベルト・グランツ
ノーマ学院の教頭先生。武闘学部の担任でもあり、剣道の達人。学院きってのスパルタ教師。
セルリア・クレイン
薬学部の担任。生徒思いのよき教師だが、基本的にネガティブ。
フォーゼル
元「紅蛇」の盗賊。ガゼルらとともに「ゼル三兄弟」と呼ばれていた一人。トーテムを宿している。

## ストーリー解説
ゲーム開始時にパスワードを入力する事で、どのシークエンスから始めるのかを選択できる。パスワードはゲーム内容に関する簡単なクイズで、そのため、一度ゲームをプレイした事がある場合、再び始めからやり直す必要がなくなっている。選択肢などで細かい部分が変わることはよくあるが、ストーリーは基本的に分岐のない一本道になる。
- シークエンス1 静かなる邂逅（2001年6月08日公開）
- シークエンス2 導かれるまま（2001年8月18日公開）
- シークエンス3 真なる始動（2001年11月07日公開）
- シークエンス4 碧空を舞う梟（2002年4月29日公開）
- シークエンス5 静穏と波瀾と（2003年4月25日公開）
- シークエンス6 真実の目覚め（2006年3月17日公開）

物語は、主人公のエシュターを中心に、ノーマ学院と呼ばれる学校を舞台に進む。シークエンス1は入学試験、シークエンス2は学部選びで、本格的な学院生活が始まるのは、シークエンス3からになる。入学試験の時点で様々なトラブルに巻き込まれていたエシュターは、入学後も絶えず苦難に襲われ続ける。入学試験で教頭先生に目を付けられたのがそもそもの不幸の始まりで、問題児の烙印を押されてしまったエシュターは退学の危機を免れるため、教頭の好感度をアップしなければならなくなる。さらにシークエンス4に入ると、訳あって盗賊フォーゼルにつけ狙われるハメになり、その上エシュターの所属する薬学部存続の危機も加わってくる。
シークエンスが終わるごとに次回予告が入り、そこでは予告のお姉さんというキャラクターが本編のメンバーといろいろ話をする。ただし、実際のところ次回予告とは名ばかりで、次のシークエンスの内容はまず語られず、漫談で終わる。

## 設定
『シルフェイド見聞録』の物語は、シルフェイドという世界を舞台に進む。物語の中心となるノーマ学院は、センタリア島のフォーンの街にあり、主要キャラクターの住居も同じくフォーンの街に存在している。物語の主な舞台となるフォーンの街は、一見穏やかに見えるが、スラム化した旧市街地や不良グループの台頭など、危険な要素も多い。ノーマ学院は入学競争率の高い名門として知られ、6つの主要学部と資料などに載らない弱小学部（裏学部）がある。
『シルフェイド見聞録』には、通常の人間のほか、尖った耳が特徴の精霊族が登場するが、ファンタジーに典型的な、多々の異種族が織りなす世界を舞台とはしていない。ただし、「魔法」に相当する特殊能力、トーテムは登場する。
6年前の「北の戦争」により壊滅したノーザニア島の住民の中には、動物の力を宿して驚異的な能力を発現、行使する人々がいた。この能力を与える存在はトーテムと呼ばれ、ノーザニア島の出身であるエシュターは後々フクロウの能力を使えるようになる。トーテムは宿主とは独立して存在し、宿主に語りかける能力を持つトーテムもいる。トーテム自身の総合的な強さは世代が進むごとに強くなっていく。トーテムを視認できるのは、精霊視が可能な一部の限られた者のみであるため、トーテム能力者がトーテムに語りかける姿は、普通の人間からは宙に向かって話しかけているようにしか見えない。また、この世界にはマナというエネルギー源が存在し、マナの活用により人々は豊かな生活を送っている。マナは不思議な力を持った古代の遺産と関係があるようだが、詳細は分かっていない。